# 紀楳亭
紀 楳亭 （き（の） ばいてい、享保19年（1734年） - 文化7年7月7日（1810年8月6日））は、日本の江戸時代中期に活躍した絵師。与謝蕪村の高弟で師の画風を忠実に継承し、晩年大津に住んだため、近江蕪村と呼ばれた。

## 略伝
山城国鳥羽出身。俗称は立花屋九兵衛。楳亭は画号（当初は画室の号）で、俳号は梅亭。名は時敏、字は子恵、仲文。大津移住以前は、「巖」姓と、名に「郁」を用いて巖郁と称し、移住後は紀姓を名乗った。還暦後は九老という号で署名しており、大津の人々にも「九老さん」と親しまれている。
はじめ蕪村の友人であった文人・岩城藍田に、家僕として働いていた。藍田は楳亭の画才を見抜き、蕪村入門を仲介したという。当初名乗った「巖」姓は、その恩義から岩城を1字に修めた名乗りとも考えられる。蕪村に絵と俳諧を学び、松村月渓（呉春）と共に親しく仕えた。安永7年（1778年）以前に剃髪し、楳亭と称する。楳亭の史料上の初見は、天明2年（1782年）版『平安人物志』で、画家の部の21番目に記載されており（蕪村は4番目）、この時点で師から独立した画人として京で認知されていたことがわかる。翌年の12月に蕪村が亡くなると、追善集『から檜葉』に「夜や昼や 涙にわかぬ 雪くもり」と師を悼む句を寄せている。
天明8年（1788年）1月に天明の大火で焼き出されると、同門で南画をよくした大津石川町長寿寺の住職・龍賀の元に身を寄せる。近隣の両替商で俳諧を嗜む中村愈鄂に借家を世話してもらい、以後大津に居を定めた。ところが翌年、同じく大津に移ってきた娘さとを、大家の罹災が原因でか亡くしてしまう。楳亭作品は寛政年間前期以前の現存作品が少ないが、大火以前に手掛けた作品の焼失と、移住後まもなくの身内の不幸が原因だと考えられる。その後、大津の人々との交流を通じて立ち直り多くの作品を残した。享年77歳。墓は小関町の共同墓地。大津鍵屋町の借家跡には、「紀楳亭居住之地」の標石が建っている。

## 作品
| 作品名             | 技法         | 形状・員数    | 寸法（縦x横cm）  | 所有者                                                       | 年代                | 款記・印章                                                             | 備考                                                                                         |
| ------------------ | ------------ | ------------- | ---------------- | ------------------------------------------------------------ | ------------------- | ---------------------------------------------------------------------- | -------------------------------------------------------------------------------------------- |
| 山水図             | 紙本墨画淡彩 | 六曲一隻      | 163.0x178.0      | シアトル美術館                                               |                     | 無款記/「楳亭」白文方印                                                | 蕪村在命時期の作品か。                                                                       |
| 大津八丁往来図屏風 | 紙本墨画淡彩 | 八曲一隻      | 90.17x376.56     | ミネアポリス美術館（クラーク日本美術・文化研究センター旧蔵） | 1790年（寛政2年）頃 | 款記「庚戌仲夏寫 楳亭」                                                | 後に横井金谷は、この作品の一部を模写している（六曲一双、個人蔵（栗東歴史民俗博物館保管））。 |
| 孔明奇策図         | 板絵著色     | 絵馬1面       |                  | 園城寺（大津市歴史博物館保管）                               | 1791年（寛政3年）   |                                                                        |                                                                                              |
| 鹿図               | 紙本墨画淡彩 | 衝立1面       |                  | ファインバーグコレクション                                   | 寛政年間頃          | 款記「紀時敏」/「時敏」白文方印・「楳亭」白文方印                      | 反対側に呉春筆「岩に霊芝図」                                                                 |
| 豫譲裂衣図         | 板絵著色     | 絵馬1面       |                  | 園城寺（大津市歴史博物館保管）                               | 1801年（享和元年）  |                                                                        |                                                                                              |
| 漁夫・石移動図     | 墨画         | 2面（旧衝立） |                  | 大津市歴史博物館                                             |                     |                                                                        |                                                                                              |
| 蜀桟道図           |              |               |                  | 大津市歴史博物館                                             |                     |                                                                        |                                                                                              |
| 夏山書屋図         | 紙本著色     | 六曲一隻      | 149.5x341.6      | 滋賀県立近代美術館                                           |                     | 款記「夏山書屋 倣清人筆意 写於楳亭中記時敏」                           |                                                                                              |
| 春社図             | 金地著色     | 襖4面         | 169.1x68.5（各） | 滋賀県立近代美術館                                           | 19世紀初頭          |                                                                        |                                                                                              |
| 山水・群仙図       |              | 六曲一双      |                  | 個人（滋賀県立近代美術館寄託）                               |                     |                                                                        |                                                                                              |
| 蓬萊群仙図         | 絹本着色     | 1幅           | 130.5x50.5       | 滋賀県立琵琶湖文化館                                         | 1803年（享和3年）   | 款記「蓬莱群仙之図 七十翁 九老写」/「楳亭」白文楕円印                  |                                                                                              |
| 深林明月図         | 紙本墨画淡彩 | 1幅           |                  | 滋賀県立琵琶湖文化館                                         | 1804年（文化元年）  |                                                                        |                                                                                              |
| 蓬萊群仙図         | 紙本着色     | 1幅           | 96.3x127.1       | 滋賀県立近代美術館                                           | 1805年（文化2年）   |                                                                        |                                                                                              |
| 蘭亭曲水図         | 紙本墨画淡彩 | 1幅           | 92.8x171.6       | ファインバーグコレクション                                   | 1805年（文化2年）   | 款記「湖南七十二翁 九老木樵作」/「紀時敏印」博物・「梅菴清居」白文方印 |                                                                                              |
| 雪景山水図         |              | 六曲一隻      |                  | 個人（滋賀県立琵琶湖文化館保管）                             | 1807年（文化4年）   |                                                                        |                                                                                              |